# アニパチ
アニパチ（あにぱち）は、ストリーミング配信サイトのOPENREC.tvで毎週月曜日–土曜日の19時00分JSTまたは20時00分から約1時間放送されていたインターネット番組。
OPENREC.tvと株式会社Digital Doubleが企画・制作するアニメ・ゲーム・音楽関連の配信番組枠である。

## 概要
2020年6月5日 -
| 曜日   | 番組名                               | パーソナリティ         | 配信期間                     |
| ------ | ------------------------------------ | ---------------------- | ---------------------------- |
| 月曜日 | 相良茉優のFUN！FAN！FACTORY          | 相良茉優               | 2020年6月5日 -               |
| 火曜日 | アイ・マイ・ミー・マイン・May'n！    | May'n                  | 2020年12月1日 -              |
| 水曜日 | 増田里紅のLet's STUDY！！！          | 増田里紅               | 2021年4月7日 - 2023年3月29日 |
| 水曜日 | 鈴木このみのOPEN HEART！             | 鈴木このみ             | 2020年6月5日 - 2022年6月29日 |
| 木曜日 | 小原莉子のホームパーティの時間だよ☆☆ | 小原莉子               | 2021年7月22日 -              |
| 金曜日 | 相羽あいなのアイバダービー           | 相羽あいな             | 2021年1月8日 -               |
| 土曜日 | しおさい海底ヒルズ                   | 汐入あすか、北守さいか | 2021年7月17日 -              |